# Dénes Várjon
Dénes Várjon (Boedapest, 23 februari 1968) is een Hongaars pianist. Hij won verschillende awards, waaronder de prestigieuze Kossuthprijs.

## Jeugdjaren
Hoewel Dénes Várjon als kind gefascineerd was door de mooie piano van z'n ouders, een erfstuk van z'n overgrootmoeder die muziekles gaf, leerde hij pas op z'n zevende hoe hij dat instrument moest bespelen. Tot z'n elfde bleef pianospelen slechts een hobby en oefende hij niet vaak, maar toen zag hij het licht en werd muziek het belangrijkste in zijn leven. Hij deed een ingangsexamen toen hij twaalf was en werd toegelaten tot de voorbereidende lessen aan de Franz Liszt Muziekacademie. Vanaf z'n zestiende ging hij voltijds aan de academie studeren, bij de componist György Kurtág, Sándor Falvai en Ferenc Rados. Vanaf 1985 nam hij geregeld deel aan masterclasses van dirigent en pianist András Schiff in Oostenrijk, Italië en Engeland. In 1991 studeerde hij af en in datzelfde jaar won hij de eerste prijs in de Géza Andawedstrijd te Zürich, met een uitvoering van Bartóks Piano Concerto No. 3.

## Carrière
Várjon werkt vaak samen met orkesten als Budapest Festival Orchestra, Tonhalle Orchester, Rundfunk-Sinfonieorchester Berlin, Sint-Petersburgs Filharmonisch Orkest, Chamber Orchestra of Europe, Russisch Nationaal Orkest, Kremerata Baltica en de Academy of St. Martin in the Fields. Hij stond in zalen zoals Carnegie Hall, Wigmore Hall in Londen en het Wiener Konzerthaus en speelde op de Salzburger Festspiele, het Davos Festival in Zwitserland, het Klavier-Festival Ruhr, de door András Schiff georganiseerde Ittinger Pfingstkonzerte en het Piano-Festival in Luzern.
Várjon speelt regelmatig met kamermuzikanten zoals cellist Steven Isserlis, violiste Tabea Zimmerman, violiste Kim Kashkashian, klarinetspeler Jörg Widmann, violist Leonidas Kavakos, pianist en dirigent András Schiff, hobospeler en dirigent Heinz Holliger, cellist Miklós Perényi en violist Joshua Bell.
In oktober 2016 trad hij op in Bozar te Brussel, met Zimmerman en Widmann. In het Concertgebouw Brugge speelde hij in 2017 met Perényi. In 2020 stond hij met het Europees Kamerorkest en concertmeester Lorenza Borrani in deSingel te Antwerpen, in SPOT/De Oosterpoort in Groningen en in de Liszt Akademie in Hongarije, met een programma van Mozart, Beethoven en Bach.
Várjon is professor aan de Liszt Ferenc Zeneművészeti Egyetem, de Franz Liszt Muziekacademie, waar hij zelf afstudeerde. Hij treedt hier ook regelmatig op.
Hij speelt geregeld quatre-mains of recitals met twee piano's met zijn vrouw Izabella Simon. Ze organiseerden samen ook verschillende kamermuziekfestivals, waaronder KAMARA.HU, aan de academie in Boedapest.

## Onderscheidingen
- 1985: Magyar Rádió Pianoconcours - Speciale prijs
- 1985: Leo Weiner Kamermuziekwedstrijd - 1e prijs
- 1991: Géza Anda Pianoconcours, Zürich - 1e prijs
- 1997: Liszt Ferenc-prijs
- 1997: Sándor Veress-prijs
- 1997: Bartók-Pásztory Award van de Hongaarse overheid[13]
- 2016: Bartók-Pásztory Award van de Hongaarse overheid[14]
- 2020: Kossuthprijs[15]

- Bibliothèque nationale de France: cb139520924 (data)
- Gemeinsame Normdatei: 124071724
- International Standard Name Identifier: 0000 0000 7838 9627
- Library of Congress Control Number: no96037535
- MusicBrainz: fb398e16-84de-41cf-a0bd-b49929923392
- Nationale Bibliotheek van Tsjechië: xx0097549
- Nationale Bibliotheek van Israël: 987007324661805171
- Virtual International Authority File: 5123856
- WorldCat: E39PBJyGWfgqgMHJfGJGMHVjYP